# Kapuzinerinnenkloster Altdorf

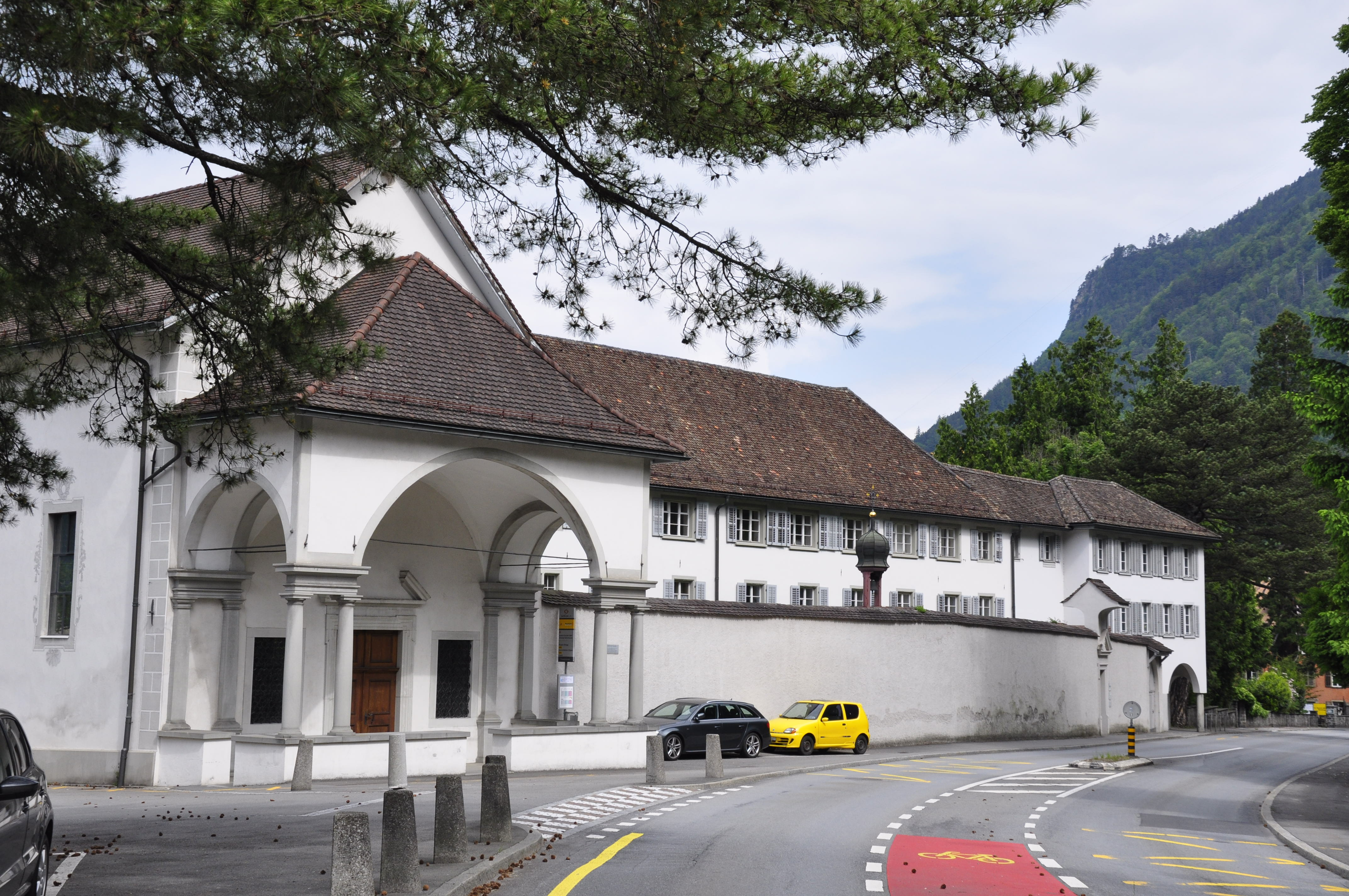
Kloster

Das Kapuzinerinnenkloster St. Karl beim Oberen Heiligen Kreuz in Altdorf wurde in den Jahren 1677/1678 erbaut. Der Bau wurde finanziert durch eine Almosensammlung in Klöstern und Stiften, Spenden von Altdorfer Familien und Beiträgen öffentlicher Körperschaften. Die Gesamtanlage und der innere Wiederausbau nach dem Brandereignis von 1694 haben sich weitgehend erhalten. Das Kapuzinerinnenkloster Altdorf stellt ein bedeutendes Zeugnis franziskanischer Frauenklosterarchitektur des späten 17. Jahrhunderts dar.

## Geschichte
Ein erstes Kapuzinerinnenkloster im Kanton Uri entstand 1608 in Attinghausen. Die Übersiedlung des Konvents von Attinghausen nach Altdorf, nachdem ein Brand das dortige Kloster vollständig zerstört hatte, ist durch Urkunden und Klosterchroniken gut dokumentiert. Bereits eine Woche nach dem Brandunglück beschloss eine auf Begehren des Konvents einberufene Dorfgemeinde, dem Kloster die 1561 erstmals schriftlich erwähnte und 1615/1617 erbaute Hl.-Kreuz-Kapelle zu überlassen. Die Hl.-Kreuz-Kapelle von 1615/1617 zählt zu den frühesten Kirchenbauten, die dem 1610 heiliggesprochenen Karl Borromäus geweiht wurden und war mit den Nebenpatronen Sebastian und Rochus ein Pestheiligtum. Die Hl.-Kreuz-Kapelle wurde wohl 1678 zur Klosterkirche erweitert. Zum bestehenden Kapellenschiff wurden der äussere Chor als liturgisches Zentrum, der Klosterfrauenchor  und die mit dem Kloster verbundene Sakristei angebaut. Damit entstand ein gestreckter, geschlossener Baukörper von 33 Metern Länge. Eine grossdimensionierte, aufwändig gestaltete Vorhalle wurde 1704 realisiert, wobei das Serliana-Motiv offenbar vom Vorgängerbau übernommen wurde. Im Innern der Klosterkirche verdient das Ensemble von Hauptaltar und zwei Nebenaltären spezielle Hervorhebung. Sie gehören zu den ältesten erhaltenen Stuckmarmoraltären der Zentralschweiz und sind in Formgebung und Ausführung von bedeutender Qualität. Der Hochaltar geht auf einen Entwurf von Caspar Moosbrugger zurück.
Den Kapuzinerinnen wurde auch erlaubt, von den anstossenden Gütern Land für den Klosterbau zu erwerben. Die Altdorfer, insbesondere die führenden Kreise, aus denen ein guter Teil der Schwestern stammte, unterstützten die Neuansiedlung. Sie sahen darin eine willkommene Anhebung des Ansehens des Hauptortes. Zudem erhofften sie sich die Führung einer Mädchenschule durch Mitglieder des Konvents. Das Kloster war bei der Bevölkerung beliebt und angesehen. Die Nonnen beteten für die Anliegen ihrer Mitmenschen und viele Urner erfuhren an der Klosterpforte geistigen Zuspruch und finanzielle Hilfe. Im Altdorfer Dorfbrand von 1799 blieb das Kapuzinerinnenkloster verschont. Die Klosterkirche und der Innere Chor dienten in dieser Zeit als Pfarrkirche. Auch die Räte und Gerichte tagten bis 1806 im Frauenkloster und die Klausur musste jahrelang aufgehoben werden.
Dem franziskanischen Erbe getreu, führten die Ordensschwestern ein einfaches Leben. Als kontemplative Gemeinschaft pflegten sie die klösterliche Zurückgezogenheit (Klausur). Allerdings nahmen sie von Beginn an bis ins Jahr 1990 einen Bildungsauftrag wahr. Der Konvent blieb, im Gegensatz zu den Kapuzinern, rechtlich weitgehend autonom. 2002 beschloss die Ordensgemeinschaft die Selbstauflösung. Die letzte Kapuzinerin verliess das Frauenkloster St. Karl im November 2004. Die Sicherstellung des Unterhaltes und die bestmögliche Nutzung der übrigen profanen Bauten und Anlagen ist seither Aufgabe einer Kirchlichen Stiftung.

## Architektur
Das Kapuzinerinnenkloster Altdorf zeigt das Schema eines Vierflügelkloster mit aussen angeordneter Klosterkirche. Eine ähnliche Anlage findet sich in Bornhofen (Rheinland). Mit dem in Altdorf gewählten Konzept konnten klösterliche und ortsbauliche Wünsche in optimaler Weise verbunden werden. Am Dorfausgang an der Gotthardstrasse entstand eine repräsentative Klosterfront, die Zellentrakte für das klösterliche Leben sind auf die abgeschirmte Gartenanlage ausgerichtet. In Abweichung von den Gepflogenheiten des Kapuzinerinnenklosterbaus weist die Anlage in Altdorf anstelle von zwei Obergeschossen deren drei auf. Der Kreuzgang ist dem Hauptbau auf allen Seiten inkorporiert und die Geschosshöhe übersteigt die damals üblichen Dimensionen. Auffällig sind ferner eine ungewöhnliche Geräumigkeit mit freien Vorplätzen und grossem Raumangebot und der reiche Beizug kostspieliger Türgerichte aus Sandstein. In der Dreigeschossigkeit und den stattlichen Raumhöhen ergeben sich Bezüge zu den etwa gleichzeitig erbauten Franziskanerinnenklöstern Bregenz-Thalbach (1674/1677) und Günzbürg (1674/1677, Michael Thumb). Der Architekt des Kapuzinerinnenklosters Altdorf ist unbekannt. Möglicherweise kommt dafür Michael Kuen von Bregenz in Frage, der damals für das Kloster Einsiedeln tätig war und Verbindungen zur Innerschweiz hatte.